# Lassan (música)
Lassan (del húngaro: lassú, lento) o más correctamente lassú es un término musical que se refiere a la parte lenta de un csárdás, una danza folclórica húngara, o a la de la mayoría de las Rapsodias húngaras de Franz Liszt, que toman su forma de la danza csárdás. En general, la parte lassan tiene un tono sombrío y oscuro o uno formal y majestuoso.